# DCF77

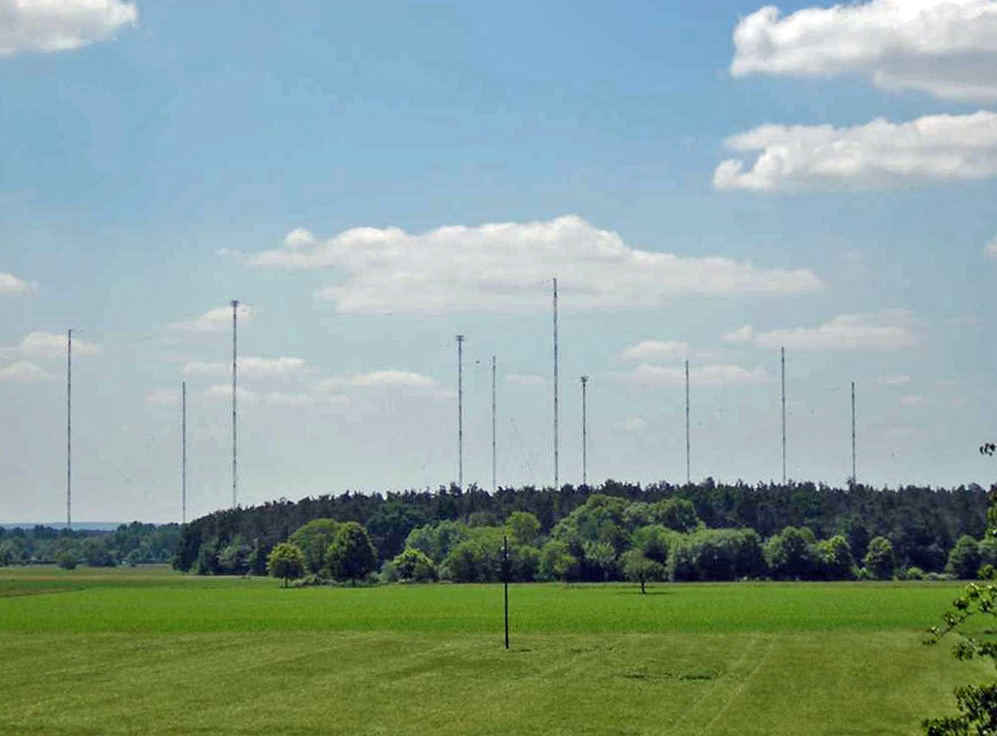
Антени передавача DCF77 у Майнфлінгені

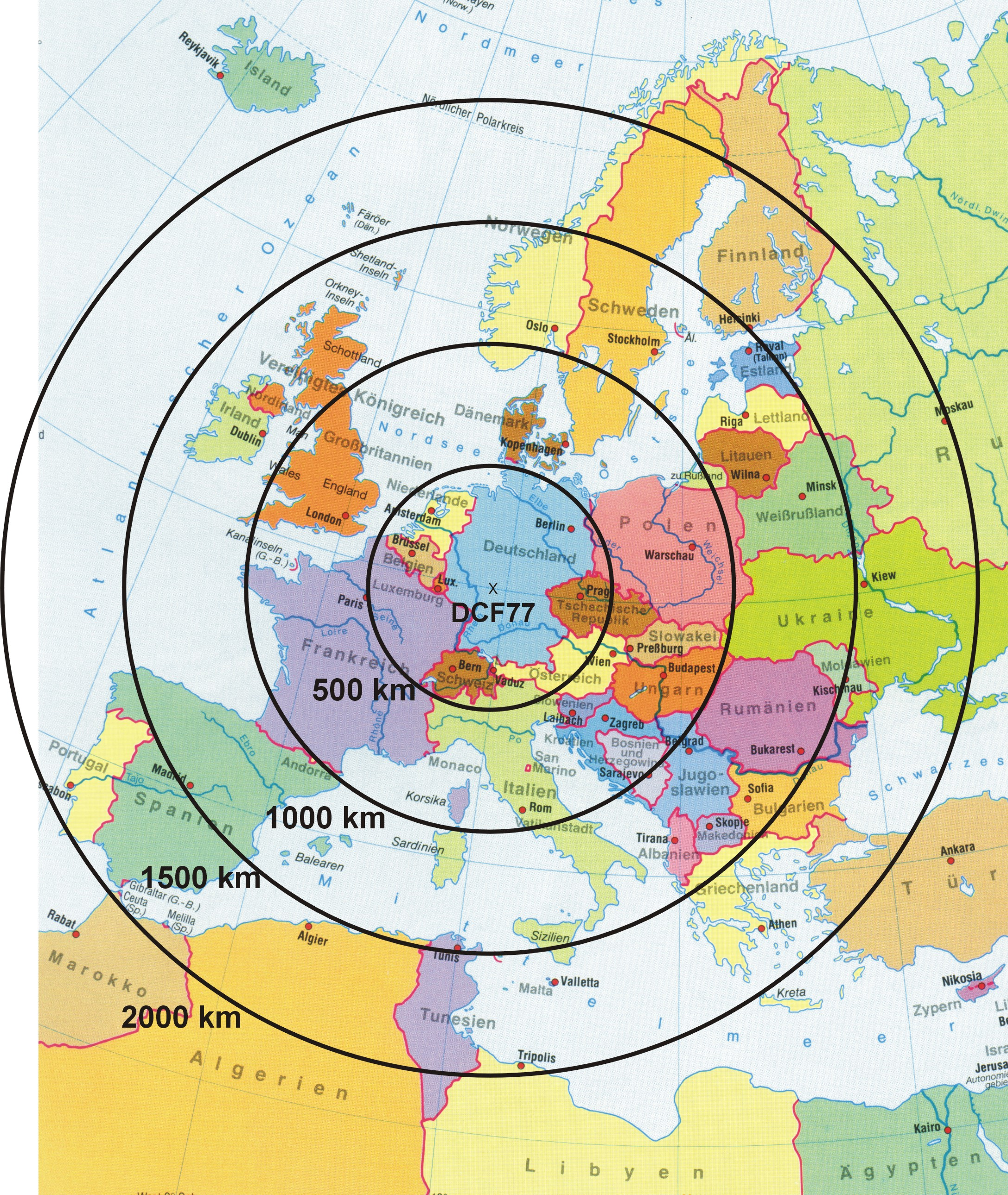
Поширення сигналу DCF77 у Європі. Сила сигналу, прийнятого на відстані 2000 км, зазвичай достатня для комерційних приймачів

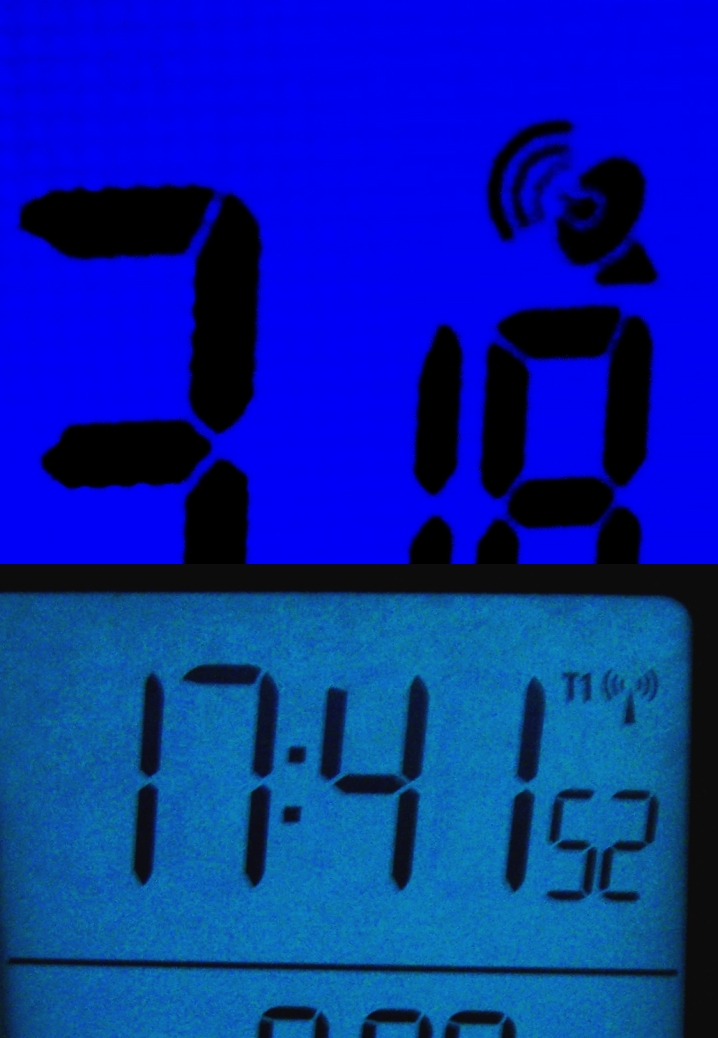
Символи впевненого прийому радіосигналу DCF77 на дисплеях побутових годинників

DCF77 — позивний довгохвильового передавача точного часу і частоти, що забезпечує функціонування годинників з автоматичною синхронізацією (англ. Radio controlled), а також систем телеметрії у Європі.

## Основні положення[2]
Передавач DCF77 знаходиться у Майнфлінгені, Німеччина (за 25 км на південний схід від Франкфурта-на-Майні) і працює на частоті 77,5 кГц з потужністю 50 кВт.
Інформаційний сигнал передається кожну хвилину з 0 по 58 секунду. Розпізнавальний позивний DCF77 внесений до списку IFRB , Надсилається тричі на годину (два рази підряд) у азбуці Морзе (між 20 і 32 секундою 19, 39 і 59 хвилини). Абревіатура складається з індексів D — Deutschland, C — передавач у довгохвильовому діапазоні, F — Франкфурт, число 77 позначає несучу частоту у 77,5 кГц.
Передавач експлуатується підрозділом Deutsche Telekom. Сигнал керується Фізико-технічною федеральною установою у Брауншвайгу. Надсилався з 1959 року як сигнал еталонної частоти, з 1973 року став містити дані про дату і час.
Точний час формується на основі отриманих даних від трьох атомних годинників, похибка становить менше однієї секунди в один мільйон років. Точний час, що передається за допомогою передавача DCF77, є офіційним у ФРН.
Приймання сигналу DCF77 у залежності від часу доби й року може бути здійснений на максимальній відстані від 1900 (вдень) до 2100 км (вночі). Відомі випадки прийому сигналу передавача DCF77 на території Канади та Уралу. 

## Опис сигналу
Передається амплітудно-модульований сигнал, що містить дані у двійково-десятковій формі (по 1 біту даних у кожній секунді сигналу). Девіація частоти за 1 добу <10-12, за 100 діб <2·10-12.
Сигнали, що надсилаються щохвилини, містять поточний час (у UTC+1 (MEZ)), дату (у тому числі день тижня). На відміну від інших систем поправка UT1-UTC не передається.
Додатково утримується інформація про початок і кінець дії літнього часу, про збої у системі.
Біти даних сигналу формуються шляхом зменшення амплітуди несучої до 25 % на початку кожної секунди на 0,1 с («0») або на 0,2 с («1»). Тривалість передачі всієї послідовності — 59 секунд. Значення бітів:
| 0     | початок; завжди 0                                                            |
| 1-14  | Зарезервовано (BBK і Meteo Time)                                             |
| 15    | R: 0=звичайна, 1=запасна антена (з 2003 року)                                |
| 16    | A1: 1=попередження про зміну часового поясу (передається протягом години)    |
| 17,18 | Z1, Z2: часовий пояс. 0,1=MEZ (UTC+1); 1,0=MESZ (UTC+2)                      |
| 19    | A2: попередження про наявність корекції секунд (передається протягом години) |
| 20    | S: стартовий біт для даних про часу; завжди 1                                |
| 21-24 | одиниці хвилин (ваги 1, 2, 4, 8)                                             |
| 25-27 | десятки хвилин (ваги 1, 2, 4)                                                |
| 28    | P1: біт парності для бітів 21-27                                             |
| 29-32 | одиниці годин (ваги 1, 2, 4, 8)                                              |
| 33-34 | десятки годин (ваги 1, 2)                                                    |
| 35    | P2: біт парності для бітів 29-34                                             |
| 36-39 | одиниці дня місяця (ваги 1, 2, 4, 8)                                         |
| 40-41 | десятки дня місяця (ваги 1, 2)                                               |
| 42-44 | день тижня (ваги 1, 2, 4)                                                    |
| 45-48 | одиниці місяці (ваги 1, 2, 4, 8)                                             |
| 49    | десятки місяці (вага 1)                                                      |
| 50-53 | одиниці року поточного століття (ваги 1, 2, 4, 8)                            |
| 54-57 | десятки року поточного століття (ваги 1, 2, 4, 8)                            |
| 58    | P3: біт парності для бітів 36-57                                             |
| 59    | не передається (амплітуда не зменшується)                                    |

Примітки
1. Корекція секунд — додаткова або відсутня секунда, вводиться або виключається для узгодження UTC і UT1 (див. секунда координації).
2. Біти A1 і A2 передаються у відповідних випадках для попередження автоматики годинника-приймача від блокування через несподівану зміну плину часу, оскільки можуть сприйняти сигнал за перешкоду або помилку.
3. Неважко бачити, що числові дані передаються у десятковій системі порозрядно (BCD).
4. Сигнал не має можливості аутентифікації і легко може бути підроблений.

## Погодні дані
З листопада 2006 року у сигнал включені дані про погоду у 90 регіонах Європи[відсутнє в джерелі], що дає можливість прийому прогнозу погоди терміном на 2 — 4 дні. Дані передаються за допомогою пропрієтарного протоколу Meteo Time Protokoll, вартість ліцензії включена у вартість декодера. Метеодані поставляє швейцарська фірма Meteo Time GmbH. Інформація відображається у вигляді символів (до 15 символів) — хмарність, сила і напрямок вітру (8 балів і 9 напрямів) та текстової інформації-ймовірністі опадів у відсотках, штормові і спеціальні попередження про грозову активність, можливість ожеледі, вміст озону і дисперсію пилу у повітрі.

## Інші країни
Схожі служби точного часу існують у Швейцарії — HBG (75 кГц), у Росії — RWM та інші, США — WWV, Японії та ін. Зміст і формати сигналів ніяк не стандартизовані і залежать від станції.